# Пробег самолёта

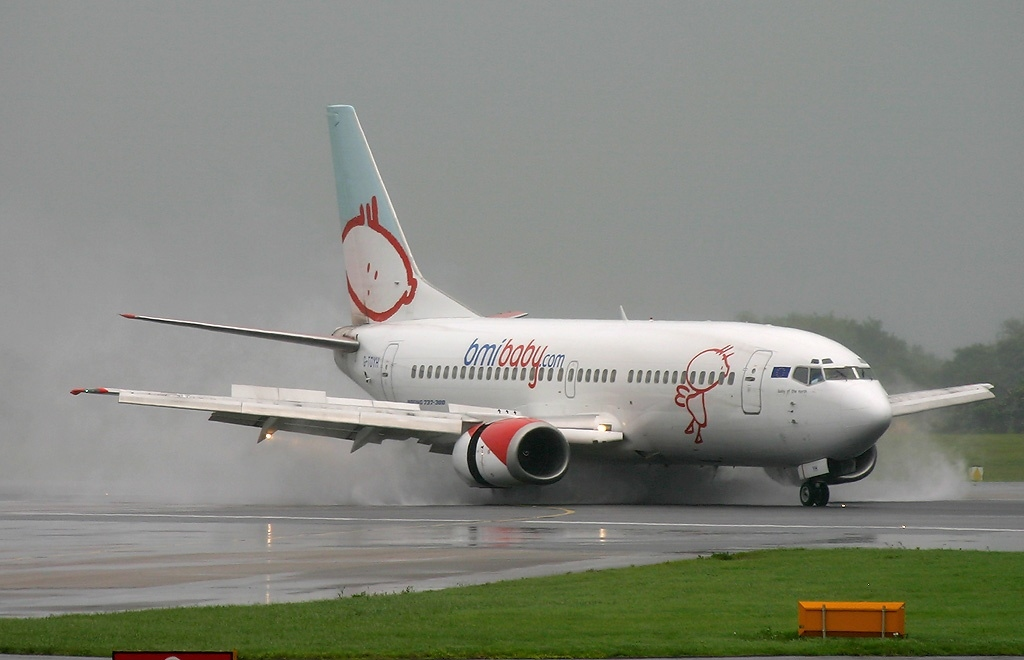
Boeing 737-300 совершает пробег по ВПП. Видны выпущенные интерцепторы и активированное реверсивное устройство

Пробе́г — замедляющееся движение самолёта по взлётно-посадочной полосе (ВПП) до момента его полной остановки после посадки или принятия пилотом решения о прерывании взлёта. Дистанция пробега воздушного судна относится к его основным лётно-техническим характеристикам и определяет необходимую для приземления длину взлётно-посадочной полосы (ВПП). В случае, если длина ВПП ненамного превышает минимально необходимую для посадки, пробег выполняется с максимальным использованием всех имеющихся средств торможения.
К средствам торможения относятся тормоза колёс шасси, реверс тяги, интерцепторы. Иногда для сокращения дистанции пробега могут применяться тормозные парашюты.
Наиболее эффективный способ сокращения длины пробега — уменьшение посадочной скорости самолёта. На авианесущих кораблях с целью уменьшения длины пробега используются аэрофинишёры; для предотвращения выбега воздушного судна с посадочной палубы в её торце часто устанавливается аварийный барьер.